# Alto Tío Diego
Alto Tío Diego es una localidad mexicana perteneciente al municipio de Tepetlán, en el estado de Veracruz. La localidad se ubica a una altitud de 1000 m s. n. m. (metros sobre el nivel del mar). Es conocida por su carnaval afromestizo.

## Historia

### Fundación
La zona donde hoy se ubica la población está ligada a la historia de Alto Lucero. La zona tuvo una población originariamente totonaca, que tras la conquista española quedó diezmada y prácticamente desapareció de la zona.
En el año de 1718, llegaron familias españolas con el fin de emprender una nueva vida y para ello escogieron la zona de alto lucero y alto tío diego por su clima, tierra para la agricultura y la ganadería.

### Luchas agragrías en la región
A finales de la década de 1920 se conformaron dos sectores en los municipios de Actopan, Tepetlán, Juchique de Ferrer, Chi-conquiaco y Naolinco, Por un lado, estaba el grupo de guardias blancas encabezado por el hacendado Manuel Parra, y por otro, el grupo de agraristas, arrieros y campesinos que solicitaban ejidos desde 1923 .
Por el lado de los agraristas, se encontraba Carolino Anaya al frente de ellos. Anaya tenía vínculos con el sector zapatista, el cual se encontraba concentrado principalmente en Actopan y Alto Lucero. Uno de sus representantes destacados era Joaquín Rivadeneyra, quien se enfrentó a los hacendados de la región desde 1922. Dentro de este grupo de agraristas se encontraban arrieros de Alto Tío Diego, Mafafas, Monte Verde y Rincón de Negros.

## Fiestas

### Carnaval y Pascua
El carnaval afromestizo se celebra antes de Semana Santa, teniendo una duración de cinco días, siendo el primer día de recolectar tamales, luego, el domingo, está dedicado a mujeres y niños, y, los demás días, a zapateadores. Terminada Semana Santa se repite la fiesta en las pascuas, celebrándose otra vez durante cinco días, iniciando el sábado, con el domingo para que bailen mujeres y niños.
El carnaval de Alto Tío Diego es parte de la celebración de los carnavales regionales que suceden aproximadamente en estas fechas: Chicoasén, del 17 al 19 de febrero; Blanca Espuma, del 18 al 21 de febrero; El Espinal, del 30 de abril al 7 de mayo; Almolonga, del 24 al 27 de febrero; Alto Tío, del 18 al 22 de febrero; Cerrillos, del 18 al 21; Coyolillo, del 19 al 26, y Providencia, del 18 al 21.

### Fiesta patronal del “Sagrado Corazón de Jesús”
Cada año se celebra la fiesta patronal, con baile, conciertos y jaripeo.

## Localización y demografía
Alto tío Diego se encuentra al este de Alto Lucero, al noreste del pueblo de Almolonga y a 7 km al sureste de la cabecera municipal, Tepetlán.
De acuerdo con el censo realizado en 2020 por el Instituto Nacional de Estadística y Geografía (INEGI), en Alto Tío Diego había un total de 1588 habitantes.
Alto Tío Diego es la población con más habitantes del municipio de Tepetlán.

## Economía
En la localidad las remesas internacionales se han posicionado como la principal fuente de ingresos. También se cultiva maíz y caña de azúcar, además de que se practica la ganadería.